# Monooléate de sorbitane
Le monoléate de sorbitane (Span 80) est un ester de sorbitane, insoluble dans l'eau. 
C'est un tensioactif non ionique utilisé comme additif alimentaire (émulsifiant) sous le numéro E494.